# Cankurd
Cankurd, född 1948, är en kurdisk författare, poet och översättare från Meydank nordöstra Syrien.
Han studerade i Afrin och Aleppo. Han fängslades flera gånger av politiska skäl, och lämnade 1979 Syrien och flyttade till Tyskland. Han skriver på kurdiska, arabiska och tyska. Han har översatt några av Shakespeares och Daphne du Mauriers verk till kurdiska. Han har även översatt några dikter av den arabiske poeten Nizar Qabbani till kurdiska..